# Космос-1871
Космос-1871 је један од преко 2400 совјетских вјештачких сателита лансираних у оквиру програма Космос.
Космос-1871 је лансиран са космодрома Тјуратам, Бајконур, СССР, 1. августа 1987. Ракета-носач је поставила сателит у орбиту око планете Земље. 